# Centro de Deportes Olímpicos de Chongqing
El Chongqing Olympic Sports Center (en chino simplificado, 重庆市 奥林匹克体育中心) es un estadio multiusos ubicado en la ciudad de Chongqing, China. Fue inaugurado en 2004 y cuenta con una capacidad de 58 600 asientos, sirve principalmente para la práctica del fútbol y es el campo del Chongqing Lifan, un equipo que compite en la Superliga de China.
El estadio fue inaugurado con ocasión de la Copa Asiática 2004, un torneo durante el cual albergó siete partidos.